# 대한민국 민법 제289조
대한민국 민법 제289조는 지상권 강행규정에 대한 민법 물권법 조문이다.

## 조문
제289조(강행규정)제280조 내지 제287조의 규정에 위반되는 계약으로 지상권자에게 불리한 것은 그 효력이 없다.

第289條(强行規定)第280條 乃至 第287條의 規定에 違反되는 契約으로 地上權者에게 不利한 것은 그 效力이 없다.